# حرب غينبيه
حرب غينبيه (باليابانية: 源平合戦، بالروماجي: Genpei kassen) حرب أهلية يابانية حدثت في أواخر حقبة هييان بين عامي (1180-1185م) بين قبيلتي تايرا وميناموتو، أدت نتيجتها إلى سقوط قبيلة تايرا وتحويل نظام الحكم الياباني إلى نظام عسكري بقيادة ميناموتو نو يوريتومو سنة 1192م.
تسمية الحرب «غينبيه» يتكون من مقطعين الأول «源؛ غين ويلفظ: ميناموتو» والآخر «平؛ هيه ويلفظ: تايرا»، كما تعرف في اليابان باسم «حرب جيشو-جويه؛治承寿永の乱» لإمتدادها لفترة حكم إمبراطورين.
بدأت الحرب بسبب إنقلاب عشيرة تايرا على منافسيها الآخرين في الحكومة ومحاولة الإستيلاء على السلطة، تمت مقاومتهم من قبل قبيلة ميناموتو وكانت معركة أوجي التي حدثت قرب كيوتو هي الشرارة لبداية حرب غينبيه التي ستستمر لخمس سنوات، وتنتهي بفوز ساحق لميناموتو على قبيلة تايرا في معركة دان نو أورا.

## الخلفية
حرب غينبيه كانت ذروة نزاع طويل دام عقوداً بين قبيلتين كبيرتين على سلطة البلاط الإمبراطوري، مما يعني حكم اليابان بالكامل، تمكنت تايرا من توسيع سلطتها بعد تمرد هوغين [الإنجليزية] وتمرد هيجي [الإنجليزية] حاولت قبيلة ميناموتو استعادة السيطرة مرات عديدة لكنها فشلت.
في عام 1180، بعد تنازل الإمبراطور تاكاكورا [الإنجليزية] عن العرش، حاولت تايرا تكليف إبنه أنتوكو [الإنجليزية] من أم تنتمي لقبيلة تايرا بمنصب الإمبراطور الشرعي رغم أن عمره كان حينها عامين فقط، الأمير موتشيهيتو ابن الإمبراطور غو-شيراكاوا [الإنجليزية] والأخ غير الشقيق للإمبراطور تاكاكورا [الإنجليزية] من أم تنتمي لقبيلة فوجيوارا أحس بأنه الأحق بمنصب الإمبراطور لذا أرسل إلى ميناموتو نو يوريماسا زعيم قبيلة ميناموتو يطلب فيها دعمه والذي بدوره أرسل دعوة وأوامر إستنفار في شهر مايو إلى كافة مقاتلي قبيلة ميناموتو ومحاربي الأديرة البوذية [الإنجليزية]، لكن إنتهت الخطة بمقتل الأمير موتشيهيتو ويوريماسا.
في يونيو 1180 نقل زعيم قبيلة تايرا مقر الحكم الإمبراطوري إلى مدينة فوكوهارا [الإنجليزية] من أجل السيطرة على العائلة الحاكمة ووضعها في مكان قريب.

## البداية

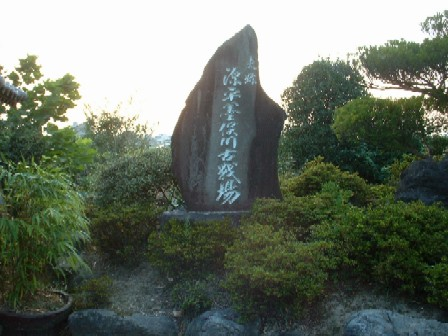
سونوماتا

عمقت أفعال زعيم قبيلة تايرا كيوموري الكراهية بينهم وبين قبيلة ميناموتو، مما جعل زعيم ميناموتو يوريماسا والأمير موتشيهيتو يقومان بإستدعاء كافة المحاربين لتشكيل جيش يقف في وجه تايرا، بعد أن احس كيوموري بهذه الخطة أرسل رجاله للقبض على موتشيهيتو، الذي طلب الحماية من معبد مي-ديرا [الإنجليزية]، لكن رهبان المعبد المحاربين لم يتمكنوا من توفير الدعم الكافي له، فأجبر على التحرك مجدداً حتى إحتمى في بيودو-ين [الإنجليزية] قرب كيوتو وهناك دارت معركة بين قوات تايرا التي تطارد الأمير مع فرقة صغيرة من قوات ميناموتو التي كانت تحميه بقيادة يوريماسا قرب الجسر فوق نهر أوجي، خسر محاربي ميناموتو المعركة، إنتحر قائد القبيلة يوريماسا بالهاراكيري داخل معبد بيودو-ين [الإنجليزية] بينما أسر الأمير موتشيهيتو أثناء محاولته الهروب وتم إعدامه بعد وقت قصيرة.
بعد موت يوريماسا تولى يوريتومو زعامة قبيلة ميناموتو وبدأ عملية ضم حلفاء له ضد تايرا، ترك مقاطعة إزو وخرج إلى ممر هاكوني حيث تقابل مع جيش تايرا لكنه هزم في معركة إيشيباشي-ياما، إلا أنه نجح بالوصول إلى مقاطعتي كاي [الإنجليزية] وكوزوكي [الإنجليزية]، حيث ساعدته قبيلة تاكيدا [الإنجليزية] وقبائل أخرى حليفة له في صد جيش تايرا، في هذه الأثناء وبحثاً عن الإنتقام من رهبان معبد مي-ديرا [الإنجليزية] والموالين لهم ضرب كيوموري حصاراً على مدينة نارا، وأحرق أجزاء كبيرة منها محولاً إياها إلى رماد.
في العام التالي 1181 استمر القتال ضد تايرا، حيث هزمت قوات ميناموتو نو يوكييه على يد قوات تايرا بقيادة شيغيهيرا في معركة نهر سونوماتا، إلا أن إنتصارات تايرا لم تستمر.
توفي كيوموري زعيم قبيلة تايرا في ربيع عام 1181 نتيجة المرض، في نفس الوقت ضربت مجاعة اليابان استمرت حتى العام التالي، تحركت قوات تايرا لمهاجمة ميناموتو نو يوشيناكا ابن عم يوريتومو الذي حشد قواته في الشمال، لكنهم فشلوا ضده، ولقرابة العامين هدأت الحرب وإستؤنفت في ربيع 1183.

## تحول كفة الحرب
في عام 1183، خسرت قبيلة تايرا خسارة شديدة في معركة كوريكارا لدرجة أنهم وجدوا أنفسهم تحت الحصار في كيوتو، حيث تقدمت قوات يوشيناكا من الشمال وقوات يوكييه من الشرق دون أن يواجها مقاومة تذكر قبل وصولهم إلى العاصمة كيوتو ثم إقتحامها وطرد قبيلة تايرا منها التي كانت تحت قيادة مونيموري ابن كيوموري الذي تولى زعامة تايرا، إنسحبت قوات تايرا ومعهم الإمبراطور أنتوكو [الإنجليزية] الطفل والرموز الإمبراطورية إلى الغرب، إلا أن الإمبراطور المتنحي [الإنجليزية] غو-شيراكاوا [الإنجليزية] تمكن من الهرب من تايرا وإلتحق بقوات يوشيناكا ثم أصدر تفويضاً ليوشيناكا ليلتحق بيوكييه من أجل تدمير مونيموري وجيشه.
في نفس العام وبعد إنتصارات يوشيناكا على تايرا والسيطرة على العاصمة الإمبراطورية كيوتو، بدأ يوشيناكا بمحاولة السيطرة على زعامة قبيلة ميناموتو، والتخطيط للهجوم على يوريتومو في نفس الوقت الذي سيطارد فيه تايرا غرباً، تمكنت تايرا من إنشاء إدارة مؤقته لهم في دازايفو في كيوشو أقصى جنوب البر الرئيسي لليابان، لكن تم طردهم من قبل ثورات محلية بتحريض من غو-شيراكاوا [الإنجليزية] ونقلوا مقرهم إلى ياشيما، ثم نجحوا في صد هجوم قوات يوشيناكا التي تطاردهم في معركة ميزوشيما.
في هذه الأثناء يوشيناكا بدأ بالتآمر مع يوكييه من أجل إلإستيلاء على العاصمة والسلطة الإمبراطورية، وربما حتى إنشاء مجلس حكم جديد في الشمال، لكن يوكييه نقل خطته هذه إلى الإمبراطور الذي بدوره أوصلها إلى يوريتومو، بعد أن أدرك خيانة يوكييه تولى يوشيناكا بنفسه إدارة كيوتو في بداية عام 1184، ثم أحرق معبد هوجوجي-دونو، وأسر الإمبراطور، فأمر يوريتومو كل من يوشيتسونيه وشقيقه نوريوري بالتحرك مع جيش ضخم والهجوم على يوشيناكا والتخلص منه لإيقاف تمرده، تمكنت القوات من طرده خارج كيوتو ثم دارت المعركة الأخيرة بينهم في أوازو بمقاطعة أومي، حيث هُزم يوشيناكا وقتل في المعركة.

## المرحلة النهائية
بعد مغادرة قوات ميناموتو التي تم توحيدها كيوتو، بدأت تايرا بتعزيز قواتها في عدد من المواقع خلال وحول البحر الداخلي، الذي كان موطن أسلافهم، وتلقوا عدداً من الرسائل من الإمبراطور بأنهم لو إستسلموا قبل حلول اليوم السابع من الشهر الثاني، فإنه سيقوم بإقناع قبيلة ميناموتو لعقد هدنة معهم، مع أن هذه كانت خدعة ولم يملك الإمبراطور ولا قبيلة ميناموتو أي نية للإنتظار حتى إنتهاء المدة، لكن هذه الحركة ساعدت الإمبراطور على استعادة الرموز الإمبراطورية وتشتيت إنتباه قيادات قبيلة تايرا.
شن جيش قبيلة ميناموتو، بقيادة يوشيتسونيه ونوريوري أول هجوم كبير لهما في معركة إيتشي نو تاني على أحد حصون قوات تايرا الأساسية من جانبين ومن نجى من قوات تايرا إلتجأ إلى ياشيما، لكن وعلى الرغم من هذا الإنتصار لم تكن قبيلة ميناموتو مستعدة للهجوم على جزيرة شيكوكو، فتوقفت الحرب لستة أشهر عززت فيها قبيلة ميناموتو من نفسها بالشكل المناسب، وكذلك قبيلة تايرا التي إمتلكت الأفضلية في عدة نقاط منها أنها موجودة في أرض صديقة كما انهم أكثر مهارة في القتال البحري من منافسيهم.
بعد عام تقريباً على الهجوم في معركة إيتشي نو تاني، لجأت قوات تايرا الرئيسية إلى السفن متوقعين بدء معركة بحرية لكنهم فوجؤوا بحركة خادعة من قبيلة ميناموتو التي تحركت براً حتى وصلت إلى مؤخرة قواتهم وقامت هجوم بري تمكنت فيه من إسقاط القصر الإمبراطوري الذي أنشأته تايرا بنفسها وهرب العديد من محاربيهم ومعهم الرموز الإمبراطورية والإمبراطور الطفل أنتوكو [الإنجليزية].
إنتهت حرب غينبيه بعد شهر واحد فقط، في معركة دان-نو-أورا البحرية إحدى أشهر وأهم المعارك في تاريخ اليابان، حيث إشتبكت قوات ميناموتو مع أسطول تايرا في مضيق شيمونسيكي [الإنجليزية] الذي يفصل بين جزيرة هونشو وكيوشو، لعب المد والجزر في المياه دوراً كبيراً في المعركة وأعطى الأفضلية إلى قوات تايرا ذات الخبرة بالإبحار أكثر من ميناموتو، لكن تم تعزيز موقف ميناموتو بعد إنشقاق المحارب «تاغوتشي شيغيوشي» من شيكوكو الذي تحول إلى جانب قبيلة ميناموتو في وسط المعركة، خسرت تايرا المعركة ولقي عدد كبيرة من القادة والنبلاء حتفهم ومنهم الإمبراطور أنتوكو [الإنجليزية] وأمه غرقاً في البحر.

## الآثار المترتبة على هذه الحرب
هزيمة قوات تايرا أنهت سيطرة القبيلة على العاصمة بشكل كلي، في ديسمبر 1185، منح الإمبراطور غو-شيراكاوا [الإنجليزية] سلطة جمع الضرائب إلى يوريتومو، بالإضافة إلى صلاحية تعيين مسؤولين ورجال أمن في كافة المقاطعات، وأخيراً بعد وفاة الإمبراطور غو-شيراكاوا [الإنجليزية] أعطى يوريتومو نفسه منصب إدارة المجلس الإمبراطوري وعيّن نفسه حاكماً عسكرياً (شوغون) في البلاد، كما إتخذ من مدينة كاماكورا مقراً للحكومة مع بقاء مدينة كيوتو مركزاً للإحتفالات والطقوس الوطنية، وهنا كانت بداية عصر الدولة الإقطاعية في اليابان.

## ما بعد الحرب
شهدت نهاية حرب غينبيه وبداية فترة شوغونية كاماكورا صعود طبقة الساموراي العسكرية إلى الحكم وبداية القمع التدريجي لسلطة الإمبراطور، الذي كان يحكم شكليًا من دون سلطة سياسية أو عسكرية فعالة وتحويله إلى رئيس رمزي للدولة ومنصب تشريفي بحت، حتى قيام إصلاحات ميجي بعد 650 سنة.

## المعارك
| المعركة             | التاريخ | الوصف |
| ------------------- | ------- | --- |
| معركة أوجي الاولى   | 1180    | تعتبر أول معركة في حرب غينبيه                                                                                            |
| حصار نارا           | 1180    | أحرقت قبيلة تايرا العديد من المعابد والمزارات للإنتقام من رهبانها المساندين لميناموتو.                                   |
| معركة إيشيباشياما   | 1180    | أول معركة ليوريتومو ضد تايرا والتي إنتصرت فيها تايرا.                                                                    |
| معركة فوجيكاوا      | 1180    | تخطيء قوات تايرا وتعتقد أن سرباً من الطيور المائية هو هجوم متسلسل من قوات ميناموتو ثم ينسحبون دون قتال يذكر.              |
| معركة نهر سونوماتا  | 1181    | تحبط قبيلة تايرا هجوم متسلسل ليلاً وتطارد قوات ميناموتو المنسحبة.                                                         |
| معركة نهر ياهاغي    | 1181    | قوات ميناموتو المنسحبة من سونوماتا تحاول إنشاء موطئ قدم لكنها تخسر مجدداً، لكن يكف جيش تايرا عن مطاردتهم بسبب مرض القائد. |
| حصار هيوتشي         | 1183    | تهاجم قبيلة تايرا حصن هيوتشي التابع لميناموتو.                                                                           |
| معركة كوريكارا      | 1183    | تنتصر ميناموتو إنتصار ساحق على قوات تايرا لتقلب هذه المعركة كفة الحرب كلياً.                                              |
| معركة شينوهارا      | 1183    | يوشيناكا يلاحق قوات تايرا الفارة من كوريكارا.                                                                            |
| معركة ميزوشيما      | 1183    | إعتراض قبيلة تايرا لقوات ميناموتو المتوجهة نحو ياشيما.                                                                   |
| حصار فوكوريوجي      | 1183    | تهاجم ميناموتو حصون تايرا.                                                                                               |
| معركة موروياما      | 1183    | ميناموتو نو يوكييه يحاول تعويض الخسارة في معركة ميزوشيما.                                                                |
| حصار هوجوجي-دونو    | 1184    | يوشيناكا يقوم بإحراق هوجوجيدونو، ويعتقل الإمبراطور غو-شيراكاوا.                                                          |
| معركة أوجي الثانية  | 1184    | يطرد فيها يوشيناكا من العاصمة كيوتو من قبل قوات يوشيتسونيه ونوريوري.                                                     |
| معركة اوازو         | 1184    | يخسر يوشيناكا ضد يوشيتسوني ونوريوري ويقتل.                                                                               |
| معركة إيتشي نو تاني | 1184    | يوشيتسونيه يهاجم ويطرد قوات تايرا من أحد حصونهم الرئيسية.                                                                |
| معركة كوجيما        | 1184    | فلول قوات تايرا المهزومة في حرب إتشي-نو-تاني تهاجم من قبل قوات ميناموتو نو نوريوري.                                      |
| معركة ياشيما        | 1185    | تهاجم فيها قوات ميناموتو حصون تايرا قرب شيكوكو.                                                                          |
| معركة دان نو أورا   | 1185    | دحرت فيها قوات ميناموتو بقيادة يوشيتسونيه قبيلة تايرا في معركة بحرية معلنةً إنتهاء الحرب.                                 |

## شخصيات بارزة

### قبيلة ميناموتو، وتسمى (غينجي)
قبيلة مينامتو، واحدة من أكبر أربعة قبائل سيطرت على السياسات في اليابان خلال فترة هييان، تم تدميرها من قبل قبيلة تايرا في تمرد هيجي [الإنجليزية] عام 1160، وكان قائد ميناموتو في ذلك الوقت هو «ميناموتو نو يوشيتومو»، عند هزيمتهم من قبل تايرا قتل إثنين من أبنائه ونفي الثالث يوريتومو، بعد دعوة الأمير موتشيهيتو ويوريماسا إلى حمل السلاح عام 1180، إجتمعت العشيرة مرة أخرى وصعدت إلى السلطة بعد أن حطمت قبيلة تايرا.
| الإسم                                                            | باليابانية     | دوره |
| ---------------------------------------------------------------- | -------------- | --- |
| ميناموتو نو يوريماسا                                             | 源頼政         | زعيم قبيلة ميناموتو في بداية الحرب.                                                                                             |
| ميناموتو نو يوريتومو                                             | 源頼朝         | زعيم قبيلة ميناموتو بعد موت يوريماسا.                                                                                           |
| ميناموتو نو نوريوري                                              | 源範頼         | قائد عسكري في قبيلة ميناموتو وشقيق أصغر ليوريتومو.                                                                              |
| ميناموتو نو يوشيتسونيه                                           | 源義経         | القائد العام لقوات قبيلة ميناموتو وشقيق أصغر ليوريتومو.                                                                         |
| ميناموتو نو يوكييه                                               | 源行家         | قائد عسكري وعم يوريتومو. |
| حلفاء وتابعين                                                    |                | |
| الإمبراطور غو-شيراكاوا [الإنجليزية]                              | 後白河         | إمبراطور معزول عاد إلى السلطة مرة ثانية خلال الحرب.                                                                             |
| الأمير موتشيهيتو                                                 | 以仁王         | ابن الإمبراطور غو-شراكاوا وأمير إمبراطوري.                                                                                      |
| بينكيه                                                           | 弁慶           | راهب مقاتل، وحليف شخصي ليوشيتسونيه                                                                                              |
| هوجو توكيماسا [الإنجليزية]                                       | 北条 時政      | زعيم قبيلة هوجو، ووالد زوجة يوريتومو.                                                                                           |
| كاجيوارا كاغيتوكي                                                | 梶原 景時      | ظاهيراً هو حليف ليوشيتسونيه، بالحقيقة جاسوس ليوريتومو.                                                                           |
| كوماغاي ناوزانيه [الإنجليزية]                                    | 熊谷 直実      | من أتباع يوريتومو. |
| ساساكي موريتسونا                                                 | 佐々木 盛綱    | من أتباع نوريوري، قاد الهجوم في معركة كوجيما.                                                                                   |
| تاغوتشي شيغيوشي                                                  | 田口 重能      | أحد قادة قبيلة تايرا، إنشق إلى جانب ميناموتو في معركة معركة دان نو أورا                                                         |
| ناسو نو يويتشي                                                   | 那須与一       | رامي سهام معروف وحليف لقبيلة ميناموتو.                                                                                          |
| يادا يوشياسو                                                     | 矢田 義康      | من أتباع يوشيناكا، قاد الهجوم في معركة ميزوشيما.                                                                                |
| رهبان محاربين (سوهيه [الإنجليزية])، شاركوا في معركة أوجي الأولى. |                | |
| تسوتسوي جوميو ميشو [الإنجليزية]                                  | 筒井 浄妙 明秀 | راهب محارب بقي يقاتل في معركة أوجي الأولى عند الجسر بكل قوته، يقال بأنه تلقى أكثر من 60 سهم في جسمه لكن لم يصب بأي إصابة قاتلة. |
| غوتشي-ين نو تاجيما [الإنجليزية]                                  | 五智院 但馬    | راهب محارب إشتهر بقدرته على صد سهام قبيلة تايرا بإستعمال رمح الناغيناتا.                                                        |
| إيتشيراي هوشي [الإنجليزية]                                       | 一来 法師      | راهب محارب قاد رهبان معبد مي-ديرا إلى المعركة، وإشتهر بقفزه فوق تسوتسوي ليصبح في جبهة القتال وحارب حتى قتل.                     |
| متمردين ومعارضين                                                 |                | |
| ميناموتو نو يوشيناكا                                             | 源義仲         | ابن عم يوريتومو، تمرد على القبيلة وأسر الإمبراطور للحصول على السلطة.                                                            |
| توموي غوزين                                                      | 巴 御前        | زوجة يوشيناكا، محاربة أنثى حاربت إلى جانب يوشيناكا في معركة أوازو، ونجت من المعركة.                                             |
| إيماي كانيهيرا                                                   | 今井 兼平      | أخ يوشيناكا بالرضاعة حارب إلى جانبه ومات في معركة اوازو.                                                                        |

### قبيلة تايرا، وتسمى (هيكيه)
قبيلة تايرا، إحدى القبايل الأربعة الكبرى التي هيمنت على سياسات اليابان خلال فترة هييان، نتيجة للتدمير شبه الكامل لمنافستهم قبيلة ميناموتو في تمرد هيجي [الإنجليزية] عام 1160، دخل كيوموري حرب غينبيه وهو في ذروة قوته، لكن إنتهت الحرب بهزيمة مدوية لقبيلة تايرا.
| الإسم | باليابانية | دوره                                                                     |
| --- | ---------- | ------------------------------------------------------------------------ |
| تايرا نو كيوموري | 平清盛     | زعيم قبيلة تايرا عند بدء الحرب.                                          |
| تايرا نو مونيموري | 平宗盛     | ابن ووريث كيوموري، زعيم قبيلة تايرا حتى نهاية الحرب.                     |
| تايرا نو كوريموري | 平維盛     | حفيد كيوموري.                                                            |
| تايرا نو نوريتسونيه | 平教経     | محارب ساموراي من قبيلة تايرا.                                            |
| تايرا نو شيغيهيرا | 平重衡     | قائد عسكري في قبيلة تايرا وابن كيوموري.                                  |
| تايرا نو اتسوموري | 平敦盛     | ساموراي شاب قتل على يد كوماغاي ناوزاني والذي إشتهر بقصة موته.            |
| تايرا نو تادانوري | 平忠度     | قائد عسكري في قبيلة تايرا وأخ لكيوموري.                                  |
| تايرا نو توكيكو [الإنجليزية] | 平時子     | زوجة كيوموري، إنتحرت في معركة دان نو أورا                                |
| تايرا نو توموموري | 平知盛     | قائد عسكري وابن لكيوموري.                                                |
| تايرا نو يوكيموري | 平行盛     | قائد عسكري، قاد قوات تايرا في معركة كوجيما.                              |
| تايرا نو كاغيكيو [الإنجليزية] | 平景清     | محارب ساموراي متبنى في قبيلة تايرا، أصله من قبيلة فوجيوارا.              |
| حلفاء وتابعين |            |                                                                          |
| الإمبراطور أنتوكو [الإنجليزية] | 安徳       | إمبراطور اليابان الطفل الذي وضعته تايرا، كيوموري جده من جهة الأم.        |
| اوبا كاغيتشيكا [الإنجليزية] | 大庭景親   | من أتباع قبيلة تايرا.                                                    |
| سايتو سانيموري | 斎藤実盛   | تابع سابق ليوشيتومو، تحول إلى جانب تايرا نو مونيموري                     |
| سينو كانياسو | 妹尾兼康   | من أتباع قبيلة تايرا، قاد القوات في حصن فوكوريوجي.                       |
| تاغوتشي شيغيوشي | 田口重能   | أحد قادة قبيلة تايرا، إنشق إلى جانب ميناموتو في معركة معركة دان نو أورا. |
| رهبان معبد إنرياكو جي [الإنجليزية]، من الناحية النظرية هم حلفاء تايرا لأنهم كانوا معادين لرهبان معبد مي-ديرا [الإنجليزية] الموالين لقبيلة ميناموتو. |            |                                                                          |

## في الثقافة الشعبية

### الخيال الأدبي
- تم ذكر قصة ميناموتو نو يوشيتسونيه كاملةً في رواية «الساموراي الصاعد: حياة ميناموتو يوشيتسونيه الملحمية» من تأليف «باميلا ترنر».

### أفلام وتلفزيون
- في السلسلة العلمية الوثائقية «الكون» (1980) من تقديم كارل ساغان، ذكرت حرب غينبيه في الحلقة الثانية التي بعنوان «صوت واحد في الفوغا الكونية»، تم بث الحلقة في 5 أكتوبر 1980.[6]
- الصراع بين عصابتي غينجي وهيكي في الفيلم الياباني-الغربي "سوكياكي ويسترن جانغو [الإنجليزية]" (2007) يعكس أحداث حرب غينبيه بالرغم من أنه يحدث في زمان أحدث بعدة قرون.

### ألعاب الفيديو
- في مقدمة لعبة "حكام الشمس الصاعدة [الإنجليزية]" 1989 تظهر حرب غينبيه.
- في حزمة لعبة «شوغون: الحرب الشاملة 2» التي صدرت 21 سبتمبر 2011، سمحت للاعبين بإختيار إحدى قبائل (تايرا، أو ميناموتو أو فوجيوارا) للعب والقتال فيها.

## معرض الصور

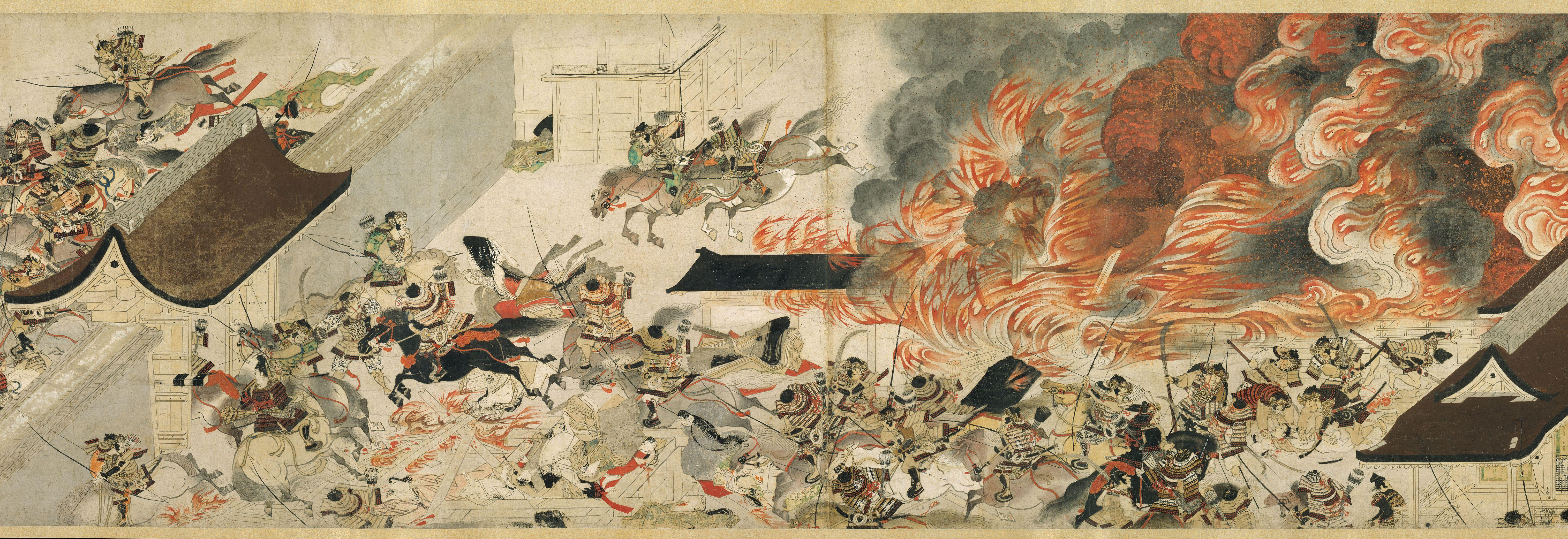
رسم يصوّر أحداث تمرد هيجي [الإنجليزية]، الذي صعدت فيه سلطة قبيلة تايرا السياسية مقابل خسارة كبيرة لميناموتو، ويعتبر من أهم أسباب حدوث حرب غينبيه لاحقاً.
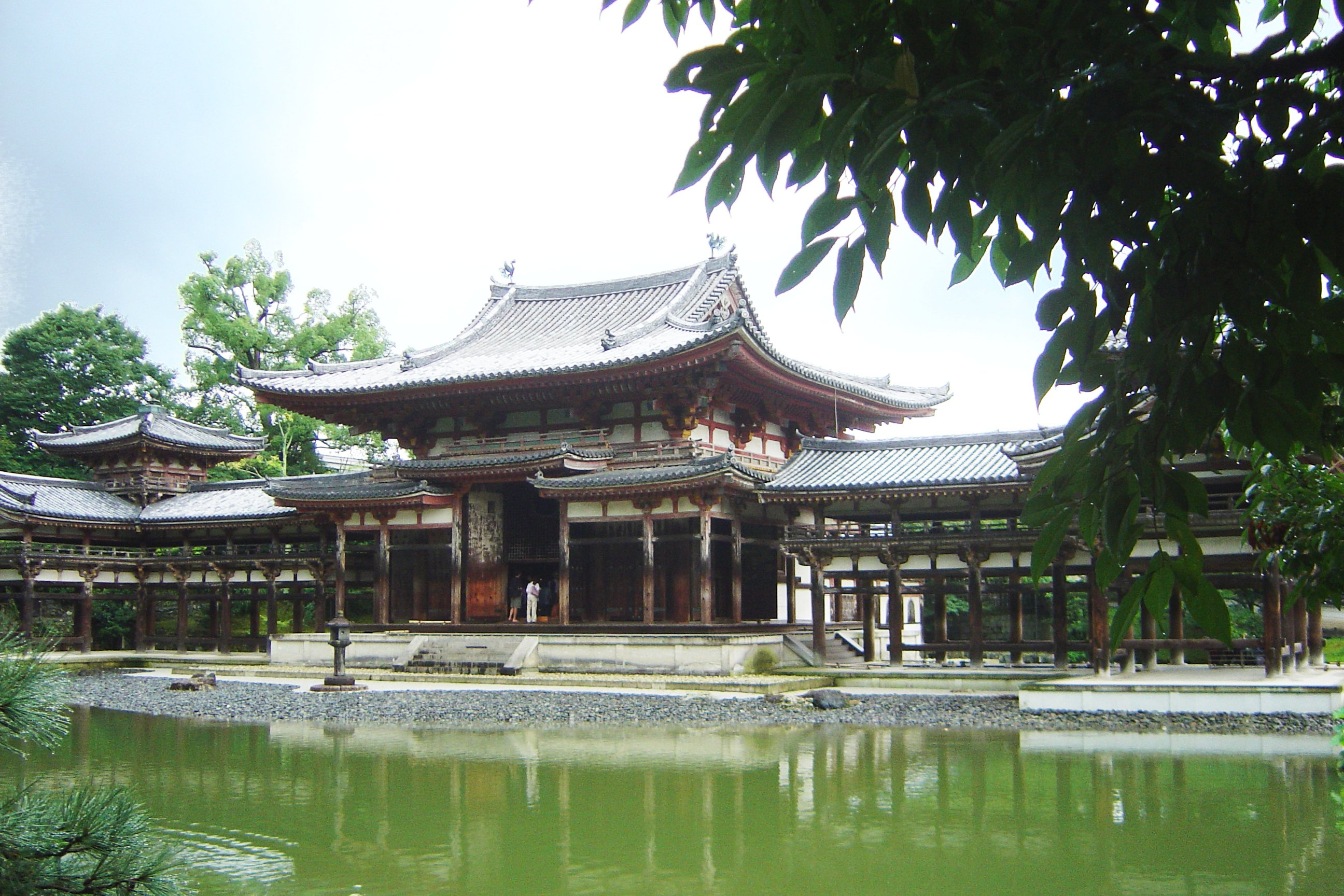
قاعة "آميدا-دو" في معبد بيودو-ين [الإنجليزية] حيث إحتمى الأمير موتشيهيتو أثناء معركة أوجي الأولى، وفي هذا المكان إنتحر ميناموتو نو يوريماسا بالهاراكيري، بعد خسارة المعركة.
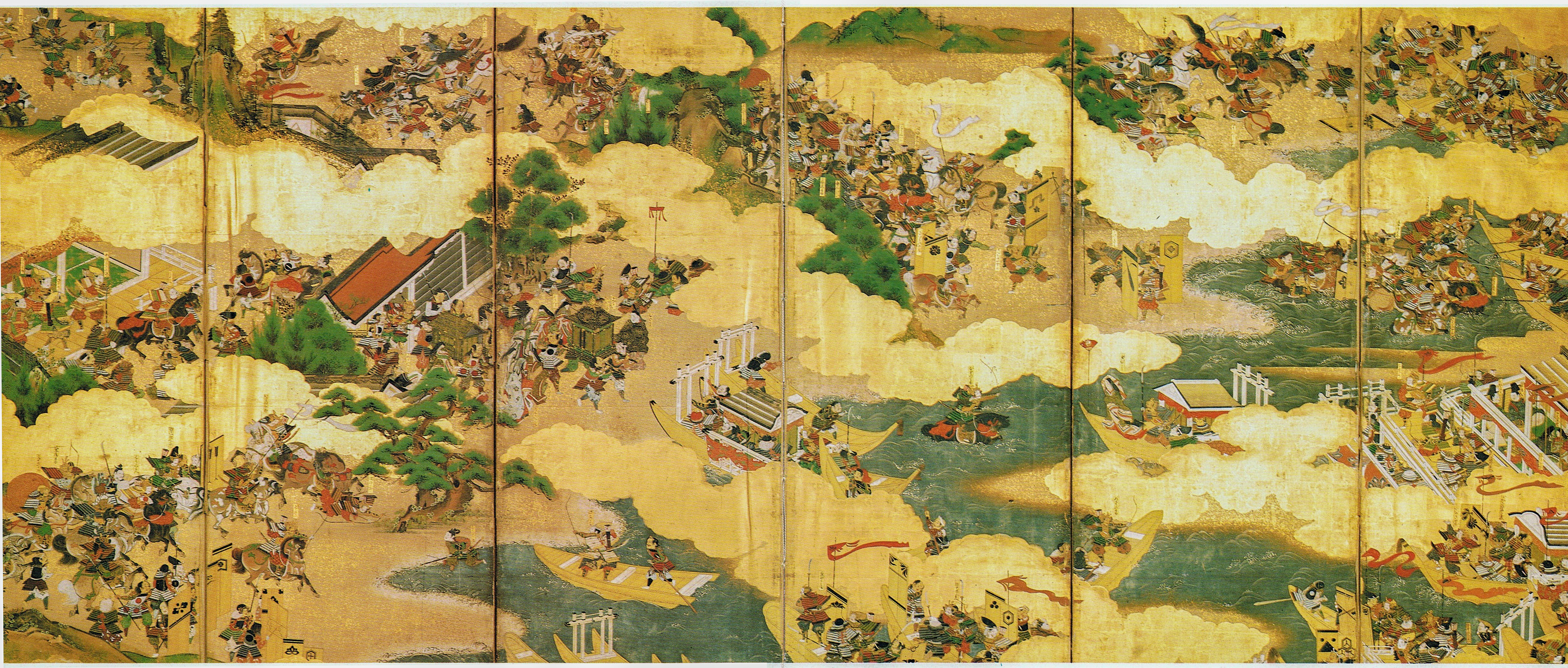
مشهد من حرب غينبيه، للفنان كانو موتونوبو [الإنجليزية]، رسمت خلال فترة موروماتشي.
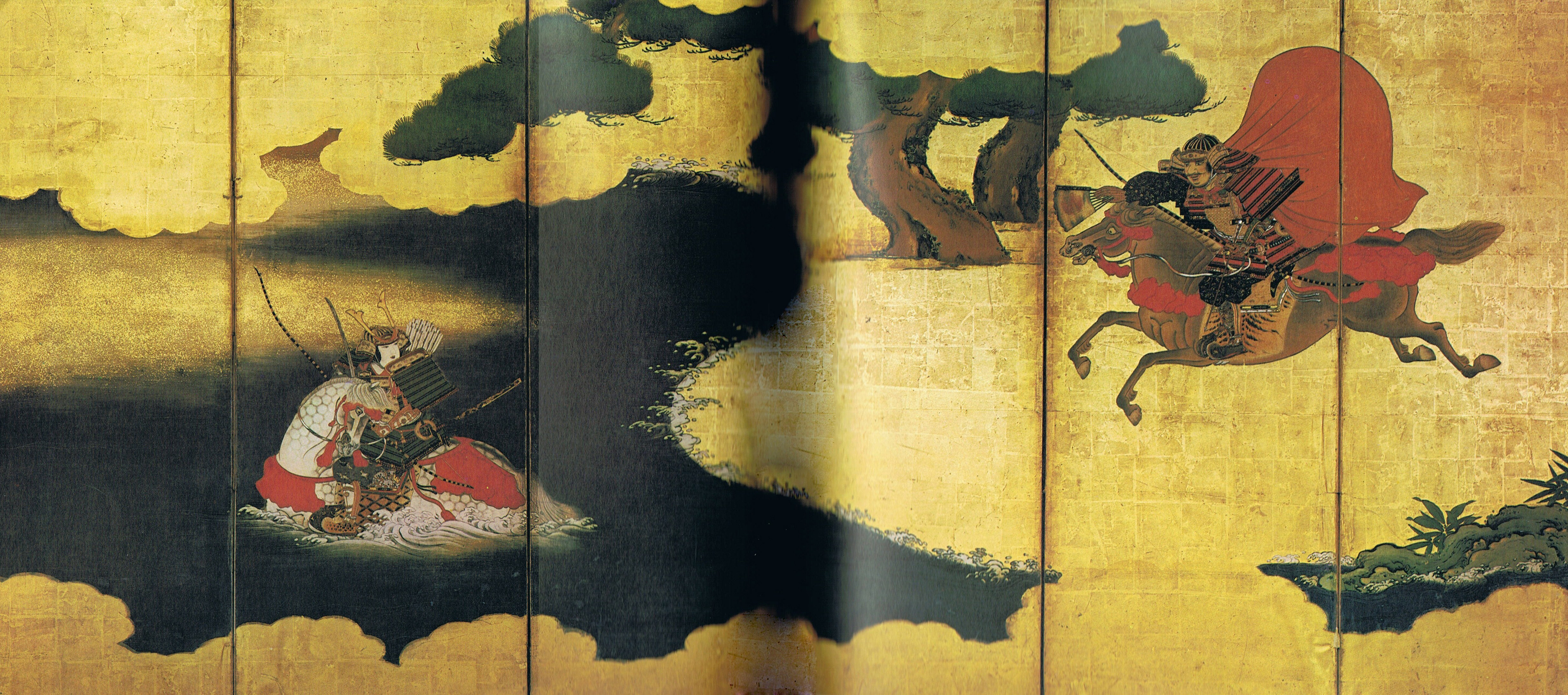
المبارزة بين كوماغاي ناوزانيه [الإنجليزية] وتايرا نو اتسوموري، حيث إشتهر اتسوموري بعد مقتله في هذه المبارزة.
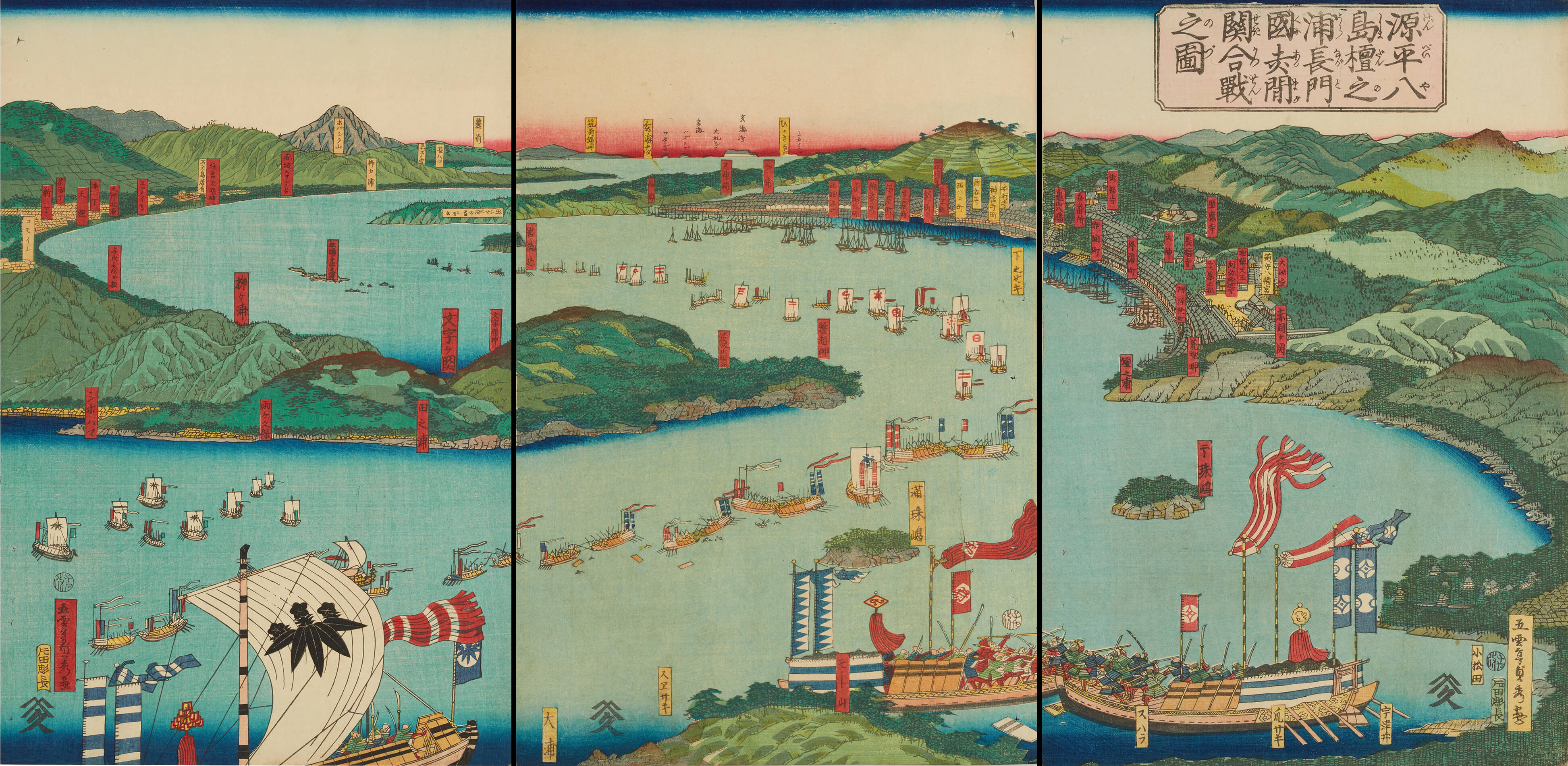
مشهد تصويري لمعركة دان نو أورا، المعركة البحرية الأخيرة في حرب غينبيه وهزمت فيها قبيلة تايرا هزيمة شديدة.
رسمة لميناموتو نو يوريتومو، رسمت عام 1179 من قبل الرسام فوجيوارا نو تاكانوبو [الإنجليزية].
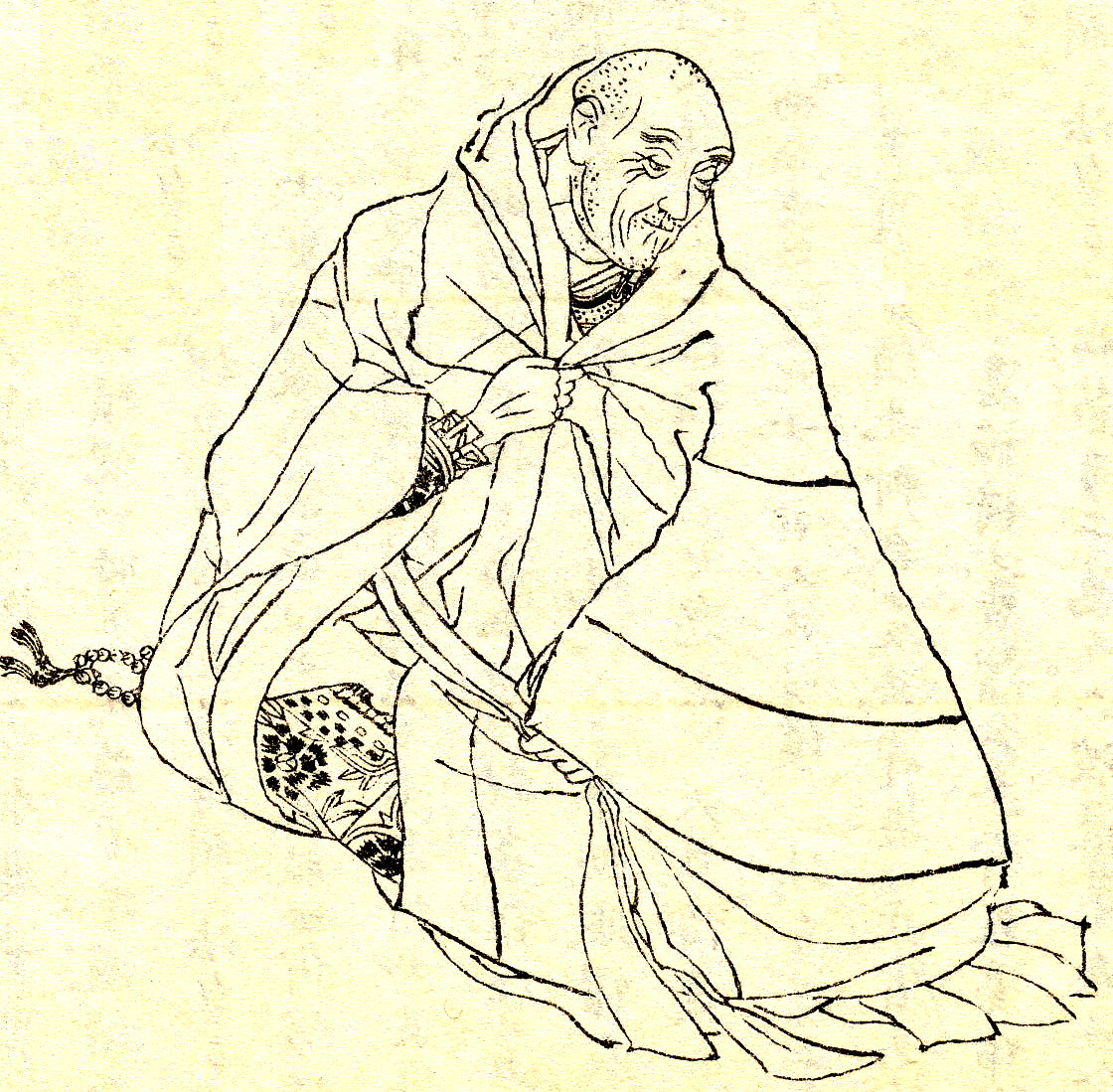
رسمة لكيوموري زعيم قبيلة تايرا في بداية الحرب ،من قبل الرسام كيكوتشي يوساي [الإنجليزية].
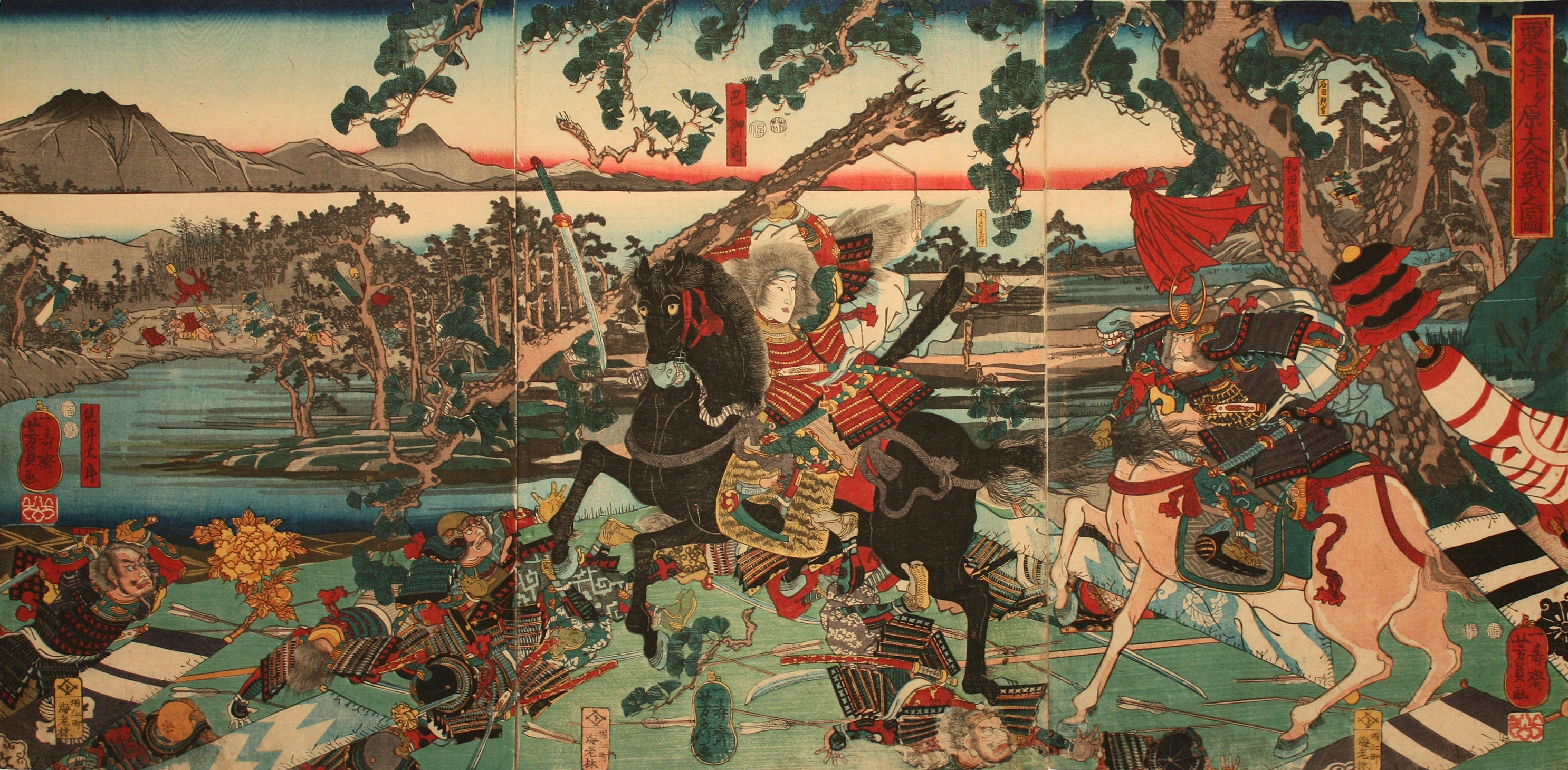
رسمة تجسد دور توموي غوزين، زوجة ميناموتو نو يوشيناكا في حرب أوازو بينه وبين ميناموتو نو يوشيتسونيه.